# Ward Pétré
Ward Erelas M. Pétré (Sint-Truiden, 30 gennaio 1997) è un pattinatore di short track belga.

## Biografia
Ha rappresentato il Belgio ai Giochi olimpici invernali di Pechino 2022, dove è stato eliminato in batteria nei 1500 m e si è classificato 29º.
Agli europei di Danzica 2023 ha vinto l'argento nella staffetta mista 2000 m, con i compagni Tineke den Dulk, Stijn Desmet, Hanne Desmet, Alexandra Danneel e Adriaan Dewagtere.

## Palmarès
- Europei

Danzica 2023: argento nella staffetta mista 2000 m;
Danzica 2024: argento nella staffetta 5000 m; bronzo nella staffetta mista 2000 m;